# Croatian International 2008
Die Croatian International 2008 fanden in Zagreb vom 6. bis zum 9. März 2008 statt. Der Referee war Dirk Kellermann aus Deutschland. Das Preisgeld betrug 5.000 US-Dollar, wodurch das Turnier in das BWF-Level 4B eingeordnet wurde. Es war die 10. Austragung dieser internationalen Meisterschaften von Kroatien im Badminton.

## Austragungsort
- Dom sportova, Trg Krešimira Ćosića 11

## Sieger und Platzierte
| Disziplin    | Gold                          | Silber                            | Bronze                            |
| ------------ | ----------------------------- | --------------------------------- | --------------------------------- |
| Herreneinzel | Ville Lång                    | Erwin Kehlhoffner                 | Raul Must                         |
| Herreneinzel | Ville Lång                    | Erwin Kehlhoffner                 | Kevin Cordón                      |
| Dameneinzel  | Kaori Imabeppu                | Nanna Brosolat Jensen             | Kati Tolmoff                      |
| Dameneinzel  | Kaori Imabeppu                | Nanna Brosolat Jensen             | Aditi Mutatkar                    |
| Herrendoppel | Rupesh Kumar Sanave Thomas    | Jakub Bitman Zvonimir Đurkinjak   | Akshay Dewalkar Valiyaveetil Diju |
| Herrendoppel | Rupesh Kumar Sanave Thomas    | Jakub Bitman Zvonimir Đurkinjak   | Vladimir Metodiev Krasimir Jankov |
| Damendoppel  | Maria Thorberg Kati Tolmoff   | Tatyana Bibik Olga Golovanova     | Karin Schnaase Claudia Vogelgsang |
| Damendoppel  | Maria Thorberg Kati Tolmoff   | Tatyana Bibik Olga Golovanova     | Matea Čiča Staša Poznanović       |
| Mixed        | Baptiste Carême Laura Choinet | Vladimir Metodiev Gabriela Banova | Laurent Constantin Elisa Chanteur |
| Mixed        | Baptiste Carême Laura Choinet | Vladimir Metodiev Gabriela Banova | Roman Zirnwald Tina Riedl         |

## Finalergebnisse
| Disziplin    | Sieger                        | Finalist                          | Ergebnis    |
| ------------ | ----------------------------- | --------------------------------- | ----------- |
| Herreneinzel | Ville Lång                    | Erwin Kehlhoffner                 | 21:17 21:6  |
| Dameneinzel  | Kaori Imabeppu                | Nanna Brosolat Jensen             | 21:11 21:17 |
| Herrendoppel | Rupesh Kumar Sanave Thomas    | Jakub Bitman Zvonimir Đurkinjak   | 21:9 21:14  |
| Damendoppel  | Maria Thorberg Kati Tolmoff   | Tatyana Bibik Olga Golovanova     | 24:22 21:15 |
| Mixed        | Baptiste Carême Laura Choinet | Vladimir Metodiev Gabriela Banova | 21:11 21:15 |